# Tom Ilmanen
Tom Ilmanen (Washington, 11 de junho de 1961) é um matemático estadunidense cuja pesquisa diz respeito a geometria diferencial e cálculo das variações. É professor na ETH Zurich. Obteve seu doutorado em 1991 na Universidade da California, Berkeley com Lawrence Craig Evans como supervisor. Ilmanen e Gerhard Huisken usaram fluxo de curvatura média inversa para provar a conjectura riemaniana de Roger Penrose, que é o décimo quinto problema na lista de Yau de problemas em aberto, e que foi resolvida no mesmo ano, e com maior generalidade, por Hubert Bray usando métodos alternativos.
Ele recebeu uma Sloan Fellowship em 1996.
Ele escreveu a monografia de pesquisa Elliptic Regularization and Partial Regularity for Motion by Mean Curvature.

## Publicações selecionadas
- Huisken, Gerhard, and Tom Ilmanen. "The inverse mean curvature flow and the Riemannian Penrose inequality." Journal of Differential Geometry 59.3 (2001): 353-437. DOI: 10.4310/jdg/1090349447
- Ilmanen, Tom. "Convergence of the Allen-Cahn equation to Brakke's motion by mean curvature." Journal of Differential Geometry 38.2 (1993): 417-461.
- Feldman, Mikhail, Tom Ilmanen, and Dan Knopf. "Rotationally symmetric shrinking and expanding gradient Kähler-Ricci solitons." Journal of Differential Geometry 65.2 (2003): 169-209.

## Leitura complementar
- Nadis, Steve (2023), «A Century Later, New Math Smooths Out General Relativity», Quanta Magazine